# Padilla de Abajo
Padilla de Abajo település Spanyolországban, Burgos tartományban. Padilla de Abajo Castrojeriz, Arenillas de Riopisuerga, Melgar de Fernamental, Padilla de Arriba, Grijalba és Villasandino községekkel határos. Lakosainak száma 67 fő (2024).

## Népesség
A település népessége az utóbbi években az alábbiak szerint változott:
| Lakosok száma | 103  | 101  | 94   | 90   | 96   | 89   | 86   | 75   | 75   | 67   |
|               | 2001 | 2004 | 2006 | 2009 | 2011 | 2014 | 2016 | 2019 | 2021 | 2024 |